# 軽雪上車

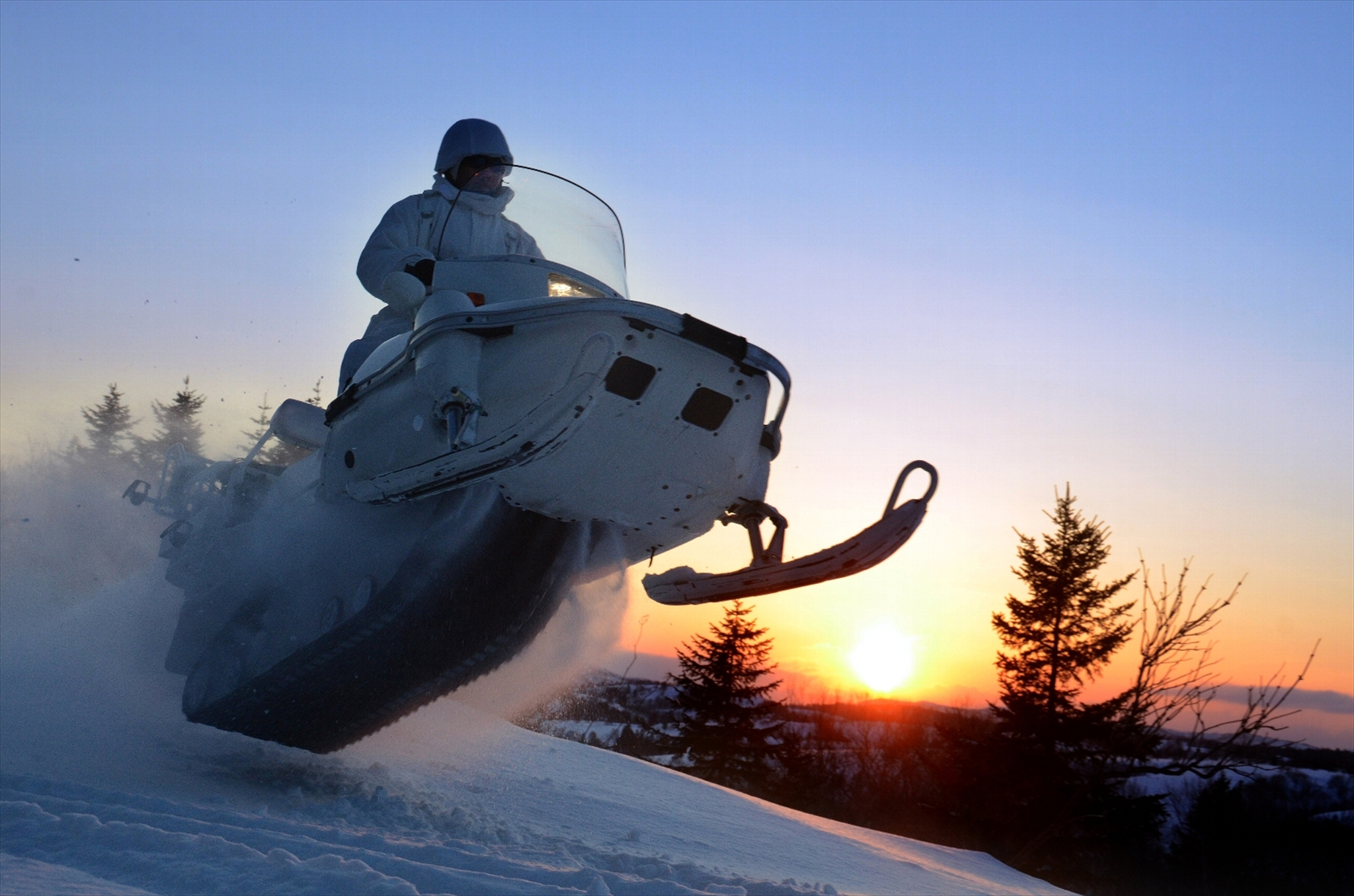
第2師団の軽雪上車

軽雪上車（けいせつじょうしゃ）は、北海道や北陸地方などの降雪地域にある陸上自衛隊駐屯地の部隊に配備されているスノーモービルである。隊員からの愛称は「軽雪（けいせつ）」、「モービル」。

## 概要
使用される車両は市販のスノーモービルで、車体後部にキャリアが追加されている。キャリアにはスコップや無線機、予備燃料、スキー板などの携行品が約40kg搭載されている。
中隊クラスまでに配備され、主な配備部隊は前線部隊たる普通科・特科・機甲部隊が中心であるが、後方支援部隊や施設科部隊なども部隊本部に保有し、主として1名ないし2名の移動および斥候・偵察・連絡業務、軽輸送などに使用される。車体後部にロープを展開し、他の隊員を引っ張ることも可能。
ヤマハ発動機のS340をベース車両として採用され、無線機や装備の積載用に細かい改造が加えられた。初めて装備されたのは1987年12月で、第2師団などが装備した。1997年度からはヤマハ発動機のET410TRをベースとした車両が採用された。これによりセルモーターや後退ギアなどの装備が追加された。現在のベース車はヤマハ発動機のVK540IIIで、前進ギアが2段となり、トラック幅が381mmから508mmと拡大された。
VK540IIIの主要諸元
全長：3,125mm
全幅：1,140mm
全高：1,350mm
全備重量：365kg
最大積載量：160kg
乗員：2名（普通は1名運用だが、2名乗車可能）
エンジン：空冷2サイクル535cm3ガソリン
製作：ヤマハ発動機